# Giovanni Mansueti
Giovanni di Niccolò Mansueti (documentado en Venecia, 1485-1526), fue un pintor renacentista italiano.

## Biografía

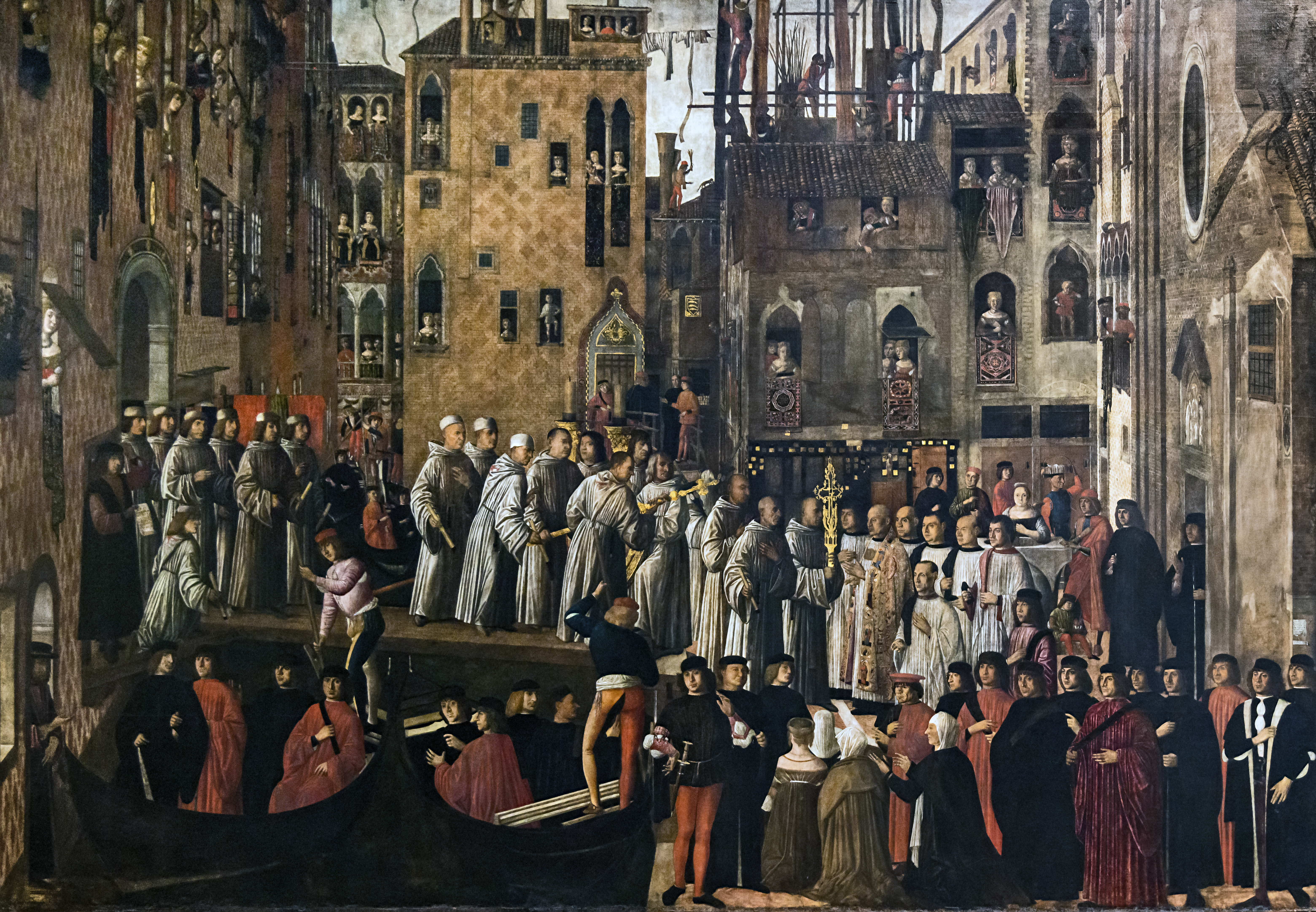
Milagro de la Vera Cruz en el Campo San Lio, Accademia, Venecia

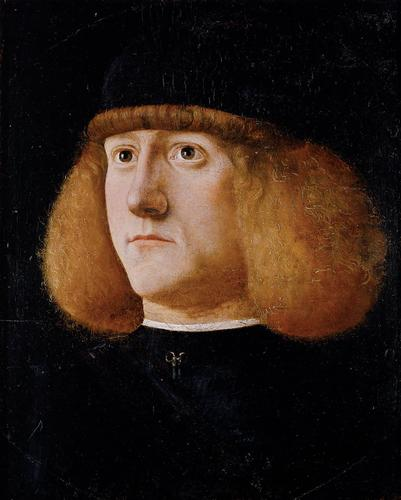
Retrato de hombre joven, Kunsthistorisches Museum, Viena

Mansueti se formó en el taller de Gentile Bellini. Siempre estuvo muy cercano al estilo del maestro, pues se especializó en la elaboración de grandes escenas de interior con multitud de personajes. Artista habilidoso y amante del detalle, despliega todo su talento en su trabajo para la Scuola Grande di San Giovanni (Milagro de la Vera Cruz en el Campo San Lio y Curación milagrosa de la hija de Benvegnudo de San Polo).
En una fase más avanzada de su carrera, Mansueti se alejó un tanto del estilo arcaico de Gentile para dejarse influenciar por otros maestros vénetos algo más avanzados, como Cima da Conegliano o Vittore Carpaccio, aunque fue reacio a las novedades más radicales de los artistas de la siguiente generación, cuyo principal representante era el por entonces emergente Tiziano.

## Obras destacadas
- Representación simbólica de la Crucifixión (1492, National Gallery de Londres)
- Teleri para la Scuola di San Giovanni Evangelista (Venecia)
  - Milagro de la Vera Cruz en el Campo San Lio (1494 Galería de la Academia de Venecia)
  - Curación milagrosa de la hija de Benvegnudo de San Polo (1502, Galería de la Academia de Venecia)
- Escenas de la Vida de San Marcos (Scuola Grande di San Marco, Venecia)
- Arresto de San Marcos en la sinagoga (1499, Fürstlich Gemäldegalerie, Lichtenstein)
- Curación del zapatero Aniano (Scuola Grande di San Marco, Venecia)
- Bautismo del zapatero Aniano (Pinacoteca de Brera, Milán)
- Cristo entre los doctores (1500, Uffizi, Florencia)
- Natividad (1500, Museo di Castelvecchio, Verona)
- Retrato de hombre joven (1500, Kunsthistorisches Museum, Viena)
- Virgen con el Niño, San Juanito y santo (1504/08, Museo del Hermitage, San Petersburgo)
- San Jerónimo en el desierto (1515-20, Accademia Carrara, Bérgamo)
- Sacra Conversación con santos y donante (Museo de Arte Joslyn, Omaha, Nebraska)
- Pietà (Galería Nacional de Dinamarca, Copenhague)